# Birżebbuġa
Birżebbuġa, někdy zkracováno jako B'Buġa, je přímořské město, přístav, letovisko a správní středisko stejnojmenného lokálního výboru v Jižním regionu na Maltě. Nachází se asi 13 km jihovýchodně od Valletty. V roce 2019 zde žilo 12 915 obyvatel, díky čemuž je Birżebbuġa třináctým největším maltským městem. Sousedními městy jsou Marsaxlokk, Għaxaq, Luqa a Żejtun.
Kromě hlavní části se zde též nacházejí osady Il-Qajjenza, Tal-Papa, Ħal-Far, Bengħajsa a Il-Brolli.